# Mokoš
Mokoš, Mokoša, Makoša apod. (starorusky Мо́кошь Mokošь) je slovanská bohyně spojovaná s plodností, vláhou, zemí a ženskými pracemi jako je předení, v zásadě chápaná jako bohyně matka či bohyně země. Je zmiňována v Pověsti dávných let a několika dalších dílech, převážně kázáních, ovšem bez bližších podrobností a na její předpokládanou funkci se usuzuje z jejího jména, které je zpravidla vykládáno jako „Vlhká“ a na základě pozdější lidové kultury, kde byla pravděpodobně nahrazena svatou Paraskevou, Matkou vlhkou zemí a ochránkyněmi ženských prací. 
U západních Slovanů jí mohla odpovídat polabská bohyně Živa a polská božstva Żywia, Dziewanna a Marzanna.

## Písemné prameny
Nejstarší zmínka o Mokoš pochází z Pověsti dávných let, která ji uvádí jako jedinou bohyni mezi božstvy, jejichž modly vztyčil v Kyjevě kníže Vladimír:
| „ | A postavil na návrší vně opevněného dvorce modly: Perunovi ze dřeva, hlavu jeho ze stříbra a vous ze zlata; také Chorsovi Dažbogovi, Stribogovi, Simarglovi a Mokoši. | “ |

Mokoš je také zmiňována v díle Kázání svatého Řehoře Bohoslovce zachovaném v rukopisech z přelomu 14. a 15. století:
| „ | Těmto bohům klade a činí oběti i slovanský pronárod: vílám a Mokoši, Divě, Perunu, Chorsu, Rodu a Rožanici, upírům a beregyním. | “ |

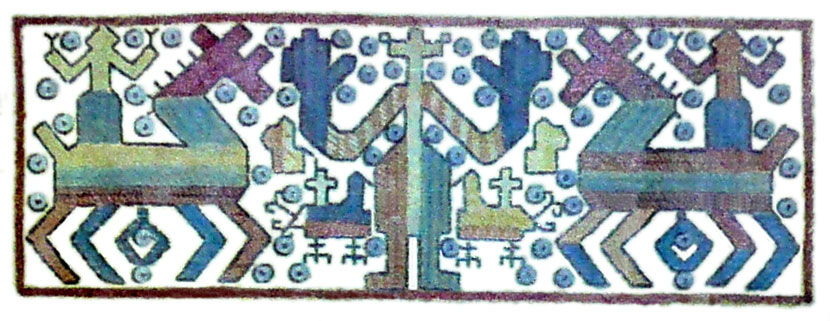
Vzor z ruské výšivky z Kalugy z muzea lidové kultury

Text kázání naznačuje úzký vztah mezi Mokoší a vílami. Zároveň je však v kázání hned zmíněna také Diva, snad dědička indoevropské nebeské bohyně, jejíž jméno je blízké slovu víla, přičemž daná pasáž může být interpretována též jako „(kladou oběti) mokoší/mokošině bohyni/Divě“, Jiří Dynda však považuje takový výklad za nepravděpodobný. Kromě tohoto kázání, které hovoří o kladení obětí vílám a Mokoši, existují také další texty které je zmiňují: podle Kázání jakéhosi milovníka Krista a Kázání svatého otce našeho Jana Zlatoústého jim lidé zasvěcují obřadní chléb korovaj a modlí se k nim, podle Kázání velikého mudrce Vasilije jim staví oltáře. V Kázání o svatém evangeliu je víra v Mokoš uváděna vedle víry v různé věštecké a magické praktiky.
Mokoš je pak zmiňována ještě v 16. století v ruských penitenciálech, zpovědních knihách, v otázkách určených ženám jestli se k ní modlili, a je v nich uváděna po boku vil, Roda, Rožanic, Peruna a Chorse.
Kronika Matěje Stryjkowského z 16. století, která je však pozdním a nedůvěryhodným pramenem závislým na starších dílech, ji zmiňuje jako Makosz a uvádí že její modla byla společně s Chorsovou, Stribogovou, Velesovou a Perunovou vyvrácena knížetem Vladimírem.

## Folklór a vlastní jména

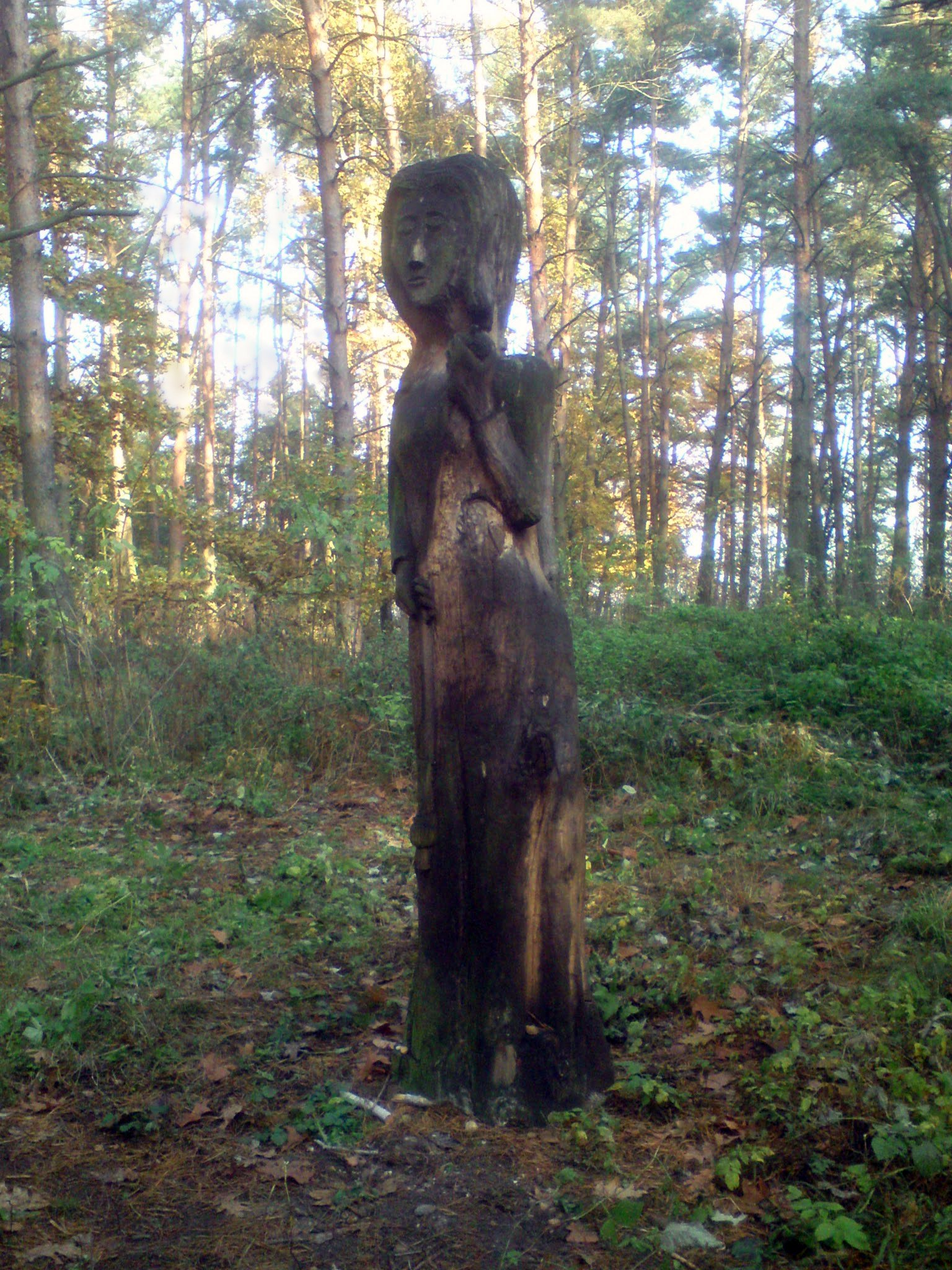
Moderní idol Mokoš na vrchu Křemen u vsi Mokošín

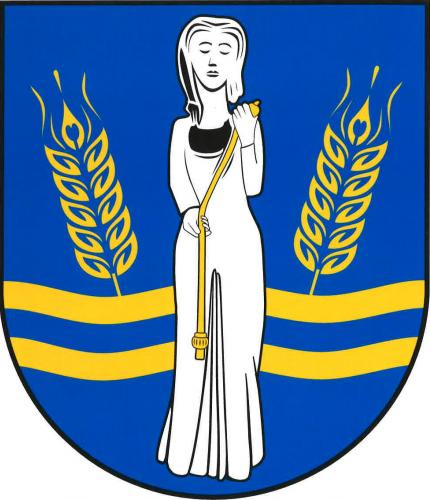
Znak obce Mokošín

Mokoš se objevuje také ve folklóru zaznamenaném v 19. století, a to ve spojení s porodem a ženskými pracemi, především předením, a byla také synkretizována s Bohorodičkou a především se svatou Paraskevou. Jméno Paraskeva vychází z řeckého výrazu pro „pátek“ a v ruském lidovém křesťanství byla tato světice nazývána Pjatnica, a pod tímto jménem se objevuje v byličkách, folklorních memorátech, jako samostatná postava, která například po nocích dopřádá vlnu. Tato Pjatnica se často podobá Mokoši či domácím duchům jako domovoj nebo kikimora. Pátek byl v lidové kultuře zároveň spojen s ženskými pracemi a reprodukčním cyklem. Spojení mezi pátkem a bohyněmi plodnosti se objevuje i u jiných evropských kultur; s pátkem je spojena i římská Venuše a severská Freya. V severním Rusku si ji lidé představovali jako ženu jménem Mokuša (Мóкуша) či Mokoša s velkou hlavou a dlouhýma rukama, která po nocích přede vlnu. Mokuša byla spojována s velikonočními přástkami, které se vyznačovaly určitou sexuální nevázaností, což může souviset s možnými sexuálními konotacemi Mokošina kultu. Mokuša také obchází domy během půstu, znepokojuje přadleny, stříhá ovce a dohlíží na ně, nebo se pro ni kladou na noc chomáče vedle nůžek. Připomíná tak české lidové postavy zvané lucky. Podle Borise Rybakova byl Mokošin svátek slaven 28. října a později byl nahrazen svátkem svaté Paraskevy, Linda Ivanits se domnívá že svatá Paraskeva v ruské lidové kultuře má jen málo společného s křesťanskou světicí a kořeny jejího obrazu leží mnohem více v slovanské bohyni ochránkyni žen a ženských prací, tedy pravděpodobně v Mokoš.
Michal Téra tyto folklorní postavy a potažmo Mokoš přirovnal kromě českých lucek také k západoevropským bohyním jako je Holda, Perchta nebo Herodiada. Ty byly ve středověku a raném novověku spojovány s tajnými nočními ženskými slavnostmi a měly jak charakter mateřských bohyň, tak spojení se světem mrtvých. S tím mohou souviset i balkánské petkarky, skupiny žen věštících v extázi, jejichž jméno může být spojeno s lidovým kultem Paraskevy-Petky. Západoevropská ženská shromáždění se pak nejspíše staly jedním ze zdrojů obrazu čarodějnického sabatu.
Mimo východoslovanském prostředí se jméno Mokoš ozývá jen ve vlastních jménech. Jedná se především o toponyma, polské Mokszany, Moksza, Moksze, Mokszy Błoto, Mąkoszyn, Mokuszów, polabské Muuks/Mukus, lužické Mokočice, český Mokošin vrch, Mokošín, Mokošny, Makušín a ruské Mokoševo boloto a Mokoš’ u Pskova doložený již v roce 1585. Ve Slovinsku je známa čarodějnice jménem Mokoška.

## Etymologie a hypotézy

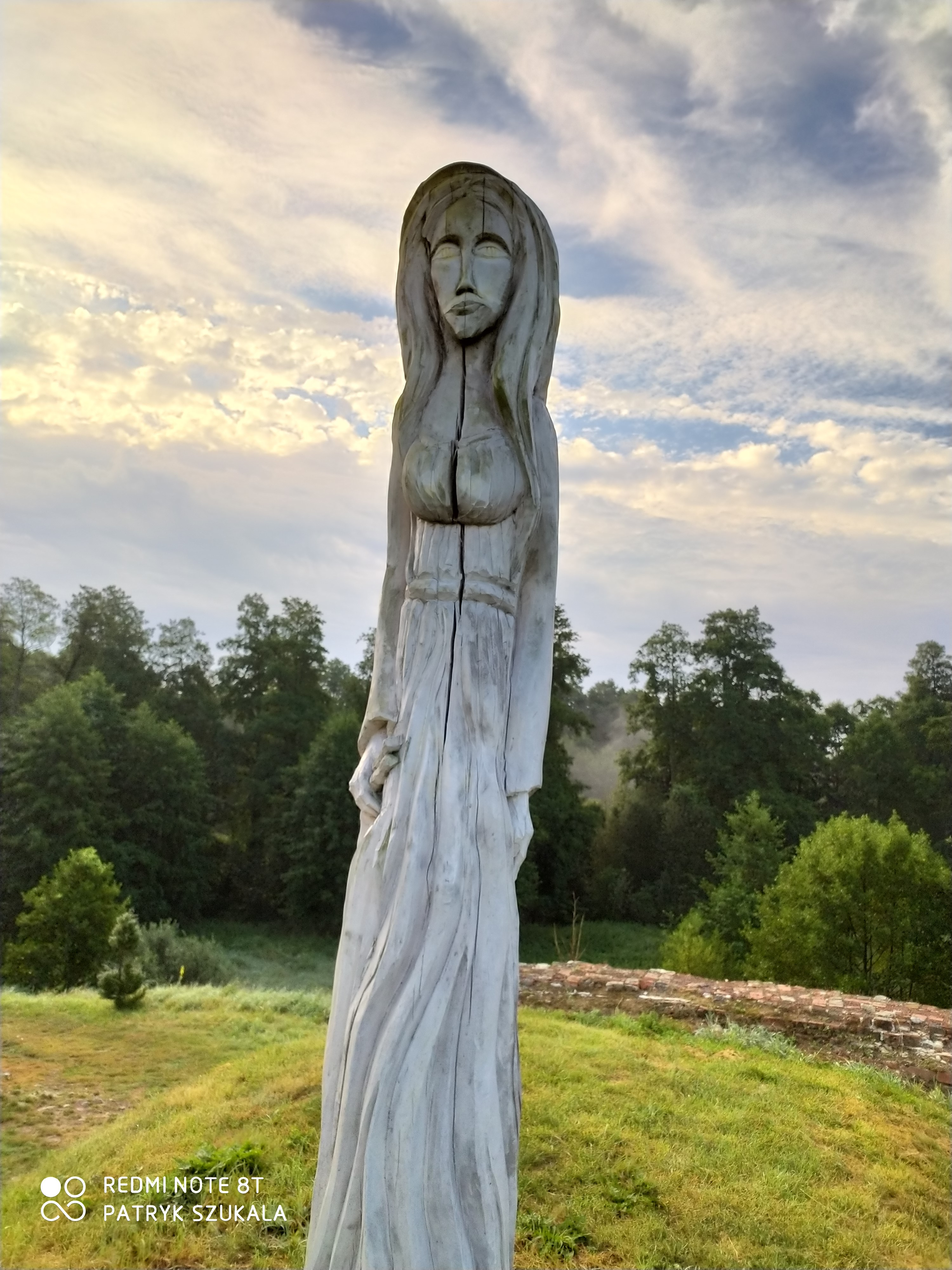
Moderní idol Mokoš v Polsku

Mokošino jméno bývá vykládáno z praslovanského kořene *mok- „mokrý, vlhký, tekutý“. V takovém případě by ji šlo spojit ruskou folklórní postavou Matkou vlhkou zemí a perskou bohyní Ardví Súrá Anáhitou „Vlhkou Silnou Neposkrvněnou“. Jméno by šlo také spojit s praindoevropskými kořeny *méǵh2 a *méh2ḱ, které se ozývají ve védském mahá „veliký“, respektive starořecké μῆκος mékos „velikost“. Obě možné etymologie by naznačovaly že Mokoš je velkou mateřskou bohyní spojenou s plodností a vláhou země. K takovému výkladu této bohyně se přiklání například Roman Jakobson, Jiří Dynda, Michal Téra, Aleksander Gieysztor, Jaan Puhvel a Zdeněk Váňa. Téra zároveň považuje Mokoš za jediné významné ženské božstvo východoslovanského panteonu a za formu indoevropské trojfunkční bohyně - přirovnává ji tak k výše zmíněné Anáhitě, ale také k Juno, Sarasvatí a Freye. Podle Dušana Třeštíka je mytická česká kněžna Libuše též variantou trojfunkční bohyně.

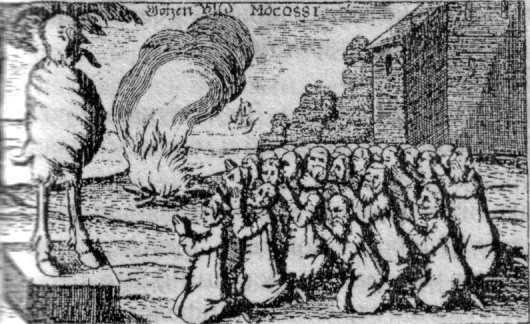
Křesťanské varování před uctíváním Mokoš, karikatura 18. století

Lubor Niederle souhlasil s výkladem od kořene *mok-, zároveň však poukázal na to že na jednom místě Kázání svatého Řehoře Bohoslovce je hned po zmínce o této bohyni uváděno že ctí malachiju 
„zženštilost“, což je označováno za „hřích rukou“, nejspíše masturbaci. Mokoš Niederle proto spojuje Mokoš i s promiskuitou či homosexuálním chováním a domnívá se, že její kult byl ovlivněn kulty Afrodité a Aštarté a spojen s orgiastickými rituály.
Naďa Profantová, G. Iljinski a Vittore Pisani spojili jméno Mokoš s výrazy „motat“ a „koš“ a bohyni předením a tkaním, včetně symbolicky spjatého předení lidského osudu. Na souvislost mezi výrazy pro vláhu a přízi v indoevropských jazycích upozorňuje i Michal Téra a uvádí tak například na baltská hydronyma odvozená od výrazů pro vlnu a vázání nebo na chetitské hulana „vlna“, které je zároveň jménem řeky.
Aleksander Brückner a Vatroslav Jagić namísto toho považovali Mokoš za literární fikci, vzniklou překladem zmiňovaného řeckého malachia. Jevgenij Aničkov se domníval že Mokoš je bohyní převzatou od ugrofinských národů a spojil ji s mordvinským kmenem Mokšů. Václav Machek spojil jméno Mokoš s indickým makhá „šlechetný, bohatý“ a na základě toho bohyni tvořící pár s nejvyšším mužským božstvem. Jiné výklady jméno spojují se sansktským mókša „vysvobození, uvolnění, emancipace, smrt“. Stanisław Urbańczyk ji na základě jejího sepětí s vílami nepovažuje za bohyni, ale za bytost nižšího řádu. Podle hypotézy Vjačeslava Ivanova a Vladimíra Toporova o takzvaném „základním mýtu“ byla Mokoš manželkou Peruna, který ji zapudil poté co mu byla nevěrná s Velesem.

## Role v novopohanství
Svátek bohyně Mokoši býval spojován se slavností kupadel, současní novopohané jej však umisťují samostatně na podzim.